# Maarten Ornstein

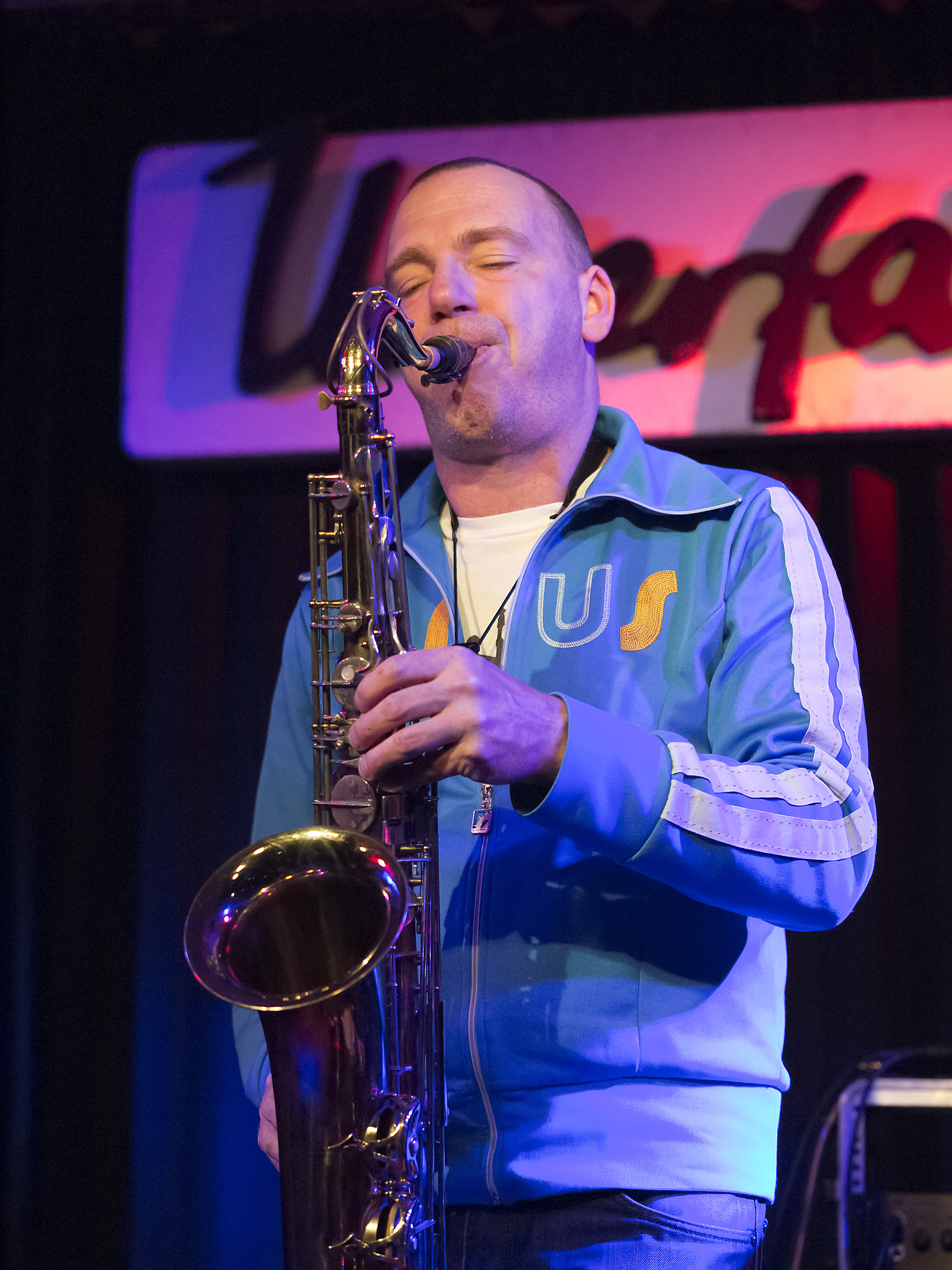
Maarten Ornstein im Jazzclub Unterfahrt (München 2011)

Maarten Ornstein (* 1967 in Amstelveen) ist ein niederländischer Jazzmusiker (Tenor- und C-Melody-Saxophon, Klarinette, Bassklarinette, Tárogató, Komposition).

## Wirken
Ornstein nahm während seines Jazzstudiums in den Haag, das er 1992 absolvierte, auch Bassklarinettenunterricht bei Harry Sparnaay. Später studierte er Bansuri und indische Musik bei Hariprasad Chaurasia in Rotterdam. 1989 gewann Ornstein den Solistenpreis beim Meervaart-NOS-Jazzfestival.
Zwischen 1994 und 1999 war Ornstein Mitglied von New Cool Collective und SFeQ. Mit beiden Bands trat er auch im Ausland auf. In den 1990er Jahren gründete er die Gruppe W.A.R.P., ein Ensemble aus sechs Holzbläsern und einem Mezzosopran, mit dem er 1999 ein Album veröffentlichte.
In der Folgezeit erhielt er Kompositionsaufträge u. a. für das North Sea Jazz Festival, die Theatergruppe Orkather, den Choreographen Anouk van Dijk, das Calefax Reed Ensemble und den New Music Choir in Amsterdam. Als Instrumentalist arbeitete er mit Tony Overwater, Pierre Courbois, Pat Metheny und David Liebman, dem Schönberg Ensemble, dem Concertgebouw Jazz Orchestra und anderen zusammen.
2004 gründete Ornstein die Free-Funk-Band DASH!, zunächst mit den Sängerinnen Jeannine Valeriano, Monique de Adelhart Toorop, Marike Snijders und Kiki Manders, den Schlagzeugern Joshua Simson und Erik Hoeke und der Bassistin Tessa Cook, für das er auch komponiert. Mit der Gruppe erschienen zwischen 2006 und 2015 vier Alben.
Seit 2013 arbeitet Ornstein auch im Duo mit dem Lautenisten Mike Fentross, mit dem er Werke der klassischen Musik (von Henry Purcell bis Arvo Pärt) interpretiert; mit Fentross erhielt er 2022 den Willem Breuker Prijs, weil sie im Duo auf subtile Weise alte und neue Musikkulturen aus verschiedenen Teilen der Welt mischen. Weiterhin gibt er auch Solokonzerte.

## Diskographische Hinweise
- Scapes: Changes in Time, 1990
- Mark Alban Lotz: Puasong Daffriek, 1993
- New Cool Collective: Soul Jazz Latin, 1994–96
- New Cool Collective: More Soul Jazz Latin Flavours Nineties Vibes, 1997
- Mark Alban Lotz & Shango’s Dance: Cuban Fishes Make Good Dishes, 1997–2002
- Martin Fondse Oktemble: Upperground, 1998
- Maarten Ornstein & W.A.R.P. Music Ensemble, 1999 (mit Xenia Meijer, Ivar Berix, David Kweksilber, Michiel van Dijk, Marije van der Ende, Joshua Samson)
- Tony Overwater: Op, 2000
- ZUCO 103: Outro Lado, 2000
- Tony Overwater Trio/Calefax Reed Quintet: Ellington Suites, 2005
- Yuri Honing: Memory Lane, 2008
- Maarten Ornstein, Tony Overwater, Wim Kegel: Jungle Boldie, 2010
- DASH! Off, 2015 (mit Alex Oele, Eric Hoeke sowie Jasper Stadhouders, Joshua Samson, Joost Buis und Michael Moore)
- Sunna Gunnlaugs & Maarten Ornstein: Unspoken, 2016
- Mike Fentross & Maarten Ornstein Oblivion Soave, 2016